# Цзянъюань
Цзянъюа́нь (кит. упр. 江源, пиньинь Jiāngyuán) — район городского подчинения городского округа Байшань провинции Гирин (КНР). Название района в переводе означает «исток рек», он так назван потому, что к востоку от находящегося на его территории горного хребта Лаолин находится бассейн реки Сунгари, а к западу — бассейн реки Ялуцзян.

## История
В 1985 году, когда был образован городской округ Хуньцзян, в его составе был район Саньчацзы (三岔子). В 1994 году городской округ Хуньцзян был переименован в Байшань, а район Саньчацзы — в «Цзянъюань».

## Административное деление
Район Цзянъюань делится на 4 уличных комитета и 6 посёлков.

## Соседние административные единицы
Район Цзянъюань граничит со следующими административными единицами:
- Район Хуньцзян (на юго-западе)
- Городской уезд Линьцзян (на юго-востоке)
- Уезд Фусун (на северо-востоке)
- Уезд Цзинъюй (на севере)
- Городской округ Тунхуа (на северо-западе)